# Vercelli (província)
A província de Vercelli é uma província italiana da região de Piemonte com cerca de 176 641 habitantes, densidade de 85 hab/km². Está dividida em 86 comunas, sendo a capital Vercelli.
Faz fronteira a norte com a província do Verbano Cusio Ossola e com a Suíça (Cantão de Valais), a este com a província de Novara e com a Lombardia (província de Pavia), a sul com a província de Alexandria e a oeste com a província de Turim, a província de Biella, e com a região Valle d'Aosta.